# فتوترمال
فتوترمال یک فناوری تصویربرداری حرارتی است که برای تشخیص و نمایش تفاوت‌های حرارتی در اجسام و محیط استفاده می‌شود. در این فناوری، دستگاه‌های فتوترمال از اشعه مادون قرمز برای تصویربرداری استفاده می‌کنند و توانایی اندازه‌گیری دقیق دما را دارند.
عملکرد فتوترمال بر اساس تابش حرارتی اشیاء است که در اثر تفاوت دماها به وجود می‌آید. دستگاه فتوترمال با استفاده از یک آرایه سنسور حرارتی، تابش حرارتی از اشیاء را دریافت کرده و آن را به تصویر دیجیتال تبدیل می‌کند. در نتیجه، اجسام و مناطق با دماهای مختلف در تصویر به صورت رنگی نمایش داده شده که موجب می‌شود تغییرات دما و الگوهای حرارتی را در اطراف مشاهده شود.
فتوترمال درمانی (PTT) یکی از جدیدترین روش‌های درمانی برای درمان سرطان است. PTT تکنیکی است که نور را به انرژی گرمایی برای از بین بردن سلول‌های سرطانی تبدیل می‌کند. تکنیک تصویربرداری PTT برای تجسم مکان دقیق سلول‌های سرطانی و نظارت بر تورم واقعی عوامل PTT در تومورها استفاده می‌شود

## موارد استفاده
فتوترمال در بسیاری از صنایع و کاربردها مورد استفاده قرار می‌گیرد. در صنعت، مهندسان و تکنسین‌ها از آن برای تشخیص خطاها و نقاط گرم در ماشین‌آلات و تجهیزات استفاده می‌کنند. در حوزه ساختمان‌ها، این تکنولوژی برای تشخیص نقاط ترکیدگی، عیوب عایق حرارتی و نشتی‌های حرارتی استفاده می‌شود. همچنین، در حوزه امنیت و نظامی، فتوترمال به عنوان یک ابزار تشخیص اجسام مخفی و تفاوت‌های حرارتی استفاده می‌شود
استفاده از فتوترمال برای تشخیص نقاط گرم در ماشین‌آلات یکی از کاربردهای مهم این فناوری است. با استفاده از دستگاه فتوترمال، می‌توانید تغییرات دمایی در ماشین‌آلات را تشخیص دهید و نقاط گرم و نقاطی که دمای آنها از حالت عادی بیشتر است را شناسایی کنید. این اطلاعات به شما کمک می‌کند تا مشکلات، خطرات و خرابی‌ها را در ماشین‌آلات به سرعت تشخیص داده و تعمیرات لازم را انجام دهید.
فرایند استفاده از فتوترمال برای تشخیص نقاط گرم در ماشین‌آلات به صورت زیر است:
1. تهیه تصویر حرارتی: در ابتدا، با استفاده از دستگاه فتوترمال، تصویر حرارتی ماشین‌آلات گرفته می‌شود. این تصویر حاوی اطلاعات دمایی ماشین‌آلات است و نقاط گرم به صورت رنگی و با رنگ‌های مختلف نمایش داده می‌شوند.
2. تحلیل تصویر: سپس، تصویر حاصل را مورد تحلیل و بررسی قرار می‌دهید. با توجه به رنگ‌ها و شدت نقاط گرم در تصویر، می‌توانید نقاط مشکوک و مناطقی که دمای آنها بالاتر از حد معمول است را شناسایی کنید.
3. تشخیص مشکلات: با تحلیل تصویر حرارتی، می‌توانید مشکلات و نقاط ضعف در ماشین‌آلات را تشخیص دهید. به عنوان مثال، نقاط گرم غیرمعمول ممکن است نشان دهنده اصطکاک زیاد، عیب در سیستم خنک‌کننده، نقص در عایق‌ها یا خرابی در قطعات باشند.
4. اقدامات تعمیر و نگهداری: با تشخیص مشکلات، می‌توانید اقدامات تعمیر و نگهداری مناسب را انجام دهید. ممکن است نیاز به تعویض قطعات، تنظیمات دقیق‌تر، تمیزکاری یا تعمیرات عمومی داشته باشید. با این اقدامات، می‌توانید از توقف ناگهانی ماشین‌آلات، کاهش عمر مفید و خطرات احتمالی جلوگیری کنید.

به‌طور کلی، استفاده از فتوترمال برای تشخیص نقاط گرم در ماشین‌آلات موجب حل مشکلات و خطرات و خرابی‌ها را در ماشین‌آلات و در پی آن موجب می‌شود نگهداری مناسب را انجام دهیم. این باعث افزایش بهره‌وری، کاهش هزینه‌ها و افزایش عمر مفید ماشین‌آلات می‌شود.

### تحلیل داده‌های حاصل از فتوترمال
استفاده از فتوترمال به مهندسان و تکنسین‌ها امکان می‌دهد تا اطلاعات مهمی را از ماشین‌آلات و سیستم‌های مختلف بدست آورند. نتیجه‌گیری از تحلیل داده‌های حاصل از فتوترمال می‌تواند به شرح زیر باشد:
- شناسایی نقاط گرم و سرد: با تحلیل تصاویر حرارتی، نقاط گرم و سرد در ماشین‌آلات و سیستم‌ها شناسایی می‌شوند. این نقاط می‌توانند نشان دهنده مشکلات، خطرات یا عملکرد نامناسب باشند.
- تشخیص خطاها و عیوب: با تشخیص نقاط گرم غیرمعمول، می‌توان خطاها و عیوب در ماشین‌آلات را شناسایی کرد. به عنوان مثال، نقاط گرم غیرمعمول ممکن است به وجود اتصالات داغ، قطعات خراب، نشتی‌ها، لوله‌های ترکیده و غیره اشاره کنند.
- پیشگیری از خرابی‌های ناگهانی: با شناسایی مشکلات و نقاط گرم نامناسب، مهندسان می‌توانند اقدامات تعمیر و نگهداری مناسب را انجام داده و از وقوع خرابی‌های ناگهانی جلوگیری کنند. این موضوع می‌تواند هزینه‌های تعمیراتی را کاهش داده و بهبود عمر مفید ماشین‌آلات را فراهم کند.
- بهینه‌سازی عملکرد: با تحلیل توزیع دما و شناسایی نقاط گرم و سرد، مهندسان می‌توانند عملکرد سیستم‌های گرمایشی و سرمایشی را بهینه کنند. این بهبودها می‌توانند به کاهش هزینه‌های انرژی و بهبود کارایی ماشین‌آلات منجر شوند.
- ارزیابی عملکرد: با تحلیل داده‌های فتوترمال، می‌توان عملکرد ماشین‌آلات را ارزیابی کرد و در صورت لزوم اقدامات تصحیحی را انجام داد. این امر به مهندسان کمک می‌کند تا بهبودهای لازم را اعمال کنند و عملکرد سیستم‌ها را بهبود بخشند.

به‌طور کلی، فتوترمال به مهندسان و تکنسین‌ها امکان می‌دهد تا مشکلات و خطرات در ماشین‌آلات را به سرعت شناسایی کرده و اقدامات مناسایی برای رفع آن‌ها را انجام دهند. این می‌تواند بهبود عملکرد، افزایش ایمنی و صرفه‌جویی در هزینه‌ها را به همراه داشته باشد.

## خواص
این تکنولوژی دارای برخی خواص و مزایا است که در زیر توضیح داده شده است:
1. شناسایی نقاط گرم و سرد: فتوترمال به شما امکان می‌دهد تا نقاط گرم و سرد را در اشیا و سطوح مختلف شناسایی کنید. این نقاط می‌توانند نشانگر عیوب، مشکلات، نشتی‌ها، قطعات خراب و … باشند. با شناسایی این نقاط، می‌توانید مشکلات و خطرات پنهان را شناسایی کرده و اقدامات مناسب را برای رفع آن‌ها انجام دهید.
2. غیرتماسی: فتوترمال به صورت غیرتماسی عمل می‌کند، به این معنی که برای اندازه‌گیری دما نیازی به تماس مستقیم با سطح مورد نظر ندارید. این ویژگی این تکنولوژی را برای مکان‌ها و اشیا قابل دسترسی محدود یا خطرناک مفید می‌کند.
3. سرعت بالا: فتوترمال به شما امکان می‌دهد به سرعت بسیار بالا دماهای مختلف را اندازه‌گیری کنید. معمولاً در چند ثانیه یا حتی کمتر، دماها را اندازه‌گیری کرده و به تصویر برای تحلیل و نمایش می‌رساند.
4. تشخیص خطاها و مشکلات مختلف: با استفاده از تصاویر حرارتی، می‌توانید خطاها و مشکلات مختلف را شناسایی کنید. این شامل عیوب در قطعات الکتریکی، اتصالات نامناسب، نشتی‌ها، نقص‌های عایق‌ها و … است.
5. اندازه‌گیری دقیق: فتوترمال به شما امکان می‌دهد دماها را با دقت بالا اندازه‌گیری کنید. تصاویر حرارتی دقیق و داده‌های مشخصه دما، امکان تحلیل و تفسیر دقیق‌تر را فراهم می‌کند.

## چه نوع دستگاه‌هایی برای انجام فتوترمال وجود دارند؟
برای انجام فتوترمال، انواع دستگاه‌های مختلفی وجود دارد که هر یک با ویژگی‌ها و کاربردهای خاص خود عمل می‌کنند. در زیر، به برخی از انواع معمول دستگاه‌های فتوترمال اشاره می‌کنم:
1. دوربین‌های حرارتی قابل حمل: این دستگاه‌ها، دوربین‌هایی هستند که قابلیت ضبط تصاویر حرارتی را دارند. آن‌ها معمولاً دارای صفحه نمایش بزرگی هستند تا بتوانید تصاویر را به راحتی مشاهده کنید. دوربین‌های حرارتی قابل حمل به عنوان ابزارهای تعمیر و نگهداری، امنیت، پزشکی و استفاده‌های دیگر مورد استفاده قرار می‌گیرند.
2. سیستم‌های فتوترمال دیجیتال: این سیستم‌ها شامل یک دوربین حرارتی و یک رایانه یا تجهیزات الکترونیکی دیگر است. تصاویر حرارتی توسط دوربین گرفته شده و سپس به رایانه انتقال داده می‌شوند تا بتوانند تحلیل و ذخیره شوند. این سیستم‌ها به عنوان ابزارهای پیشرفته تعمیر و نگهداری، کنترل کیفیت، تحقیقات علمی و استفاده‌های صنعتی دیگر استفاده می‌شوند.
3. دستگاه‌های اندازه‌گیری دمای غیرتماسی: این دستگاه‌ها به شکل لیزر یا نقاط قابل مشاهده دیگری استفاده می‌کنند تا دما را در نقاط مختلف اندازه‌گیری کنند. این دستگاه‌ها معمولاً برای اندازه‌گیری دما در فاصله‌های نسبتاً دور مورد استفاده قرار می‌گیرند و برای کاربردهایی مانند اندازه‌گیری دمای بدن، بررسی دمای محیط و سایر استفاده‌های عمومی در دسترس هستند.
4. سیستم‌های تصویربرداری حرارتی: این سیستم‌ها شامل دوربین‌های حرارتی با رزولوشن بالا و ویژگی‌های پیشرفته است. آن‌ها به‌طور گسترده در صنعت، علمی، پزشکی و سایر حوزه‌ها استفاده می‌شوند. این سیستم‌ها قادر به اندازه‌گیری دقیق دماها، تشخیص خودکار نقاط گرم و سرد، تحلیل تصاتصویری و ذخیره‌سازی داده‌های حرارتی هستند.
5. سیستم‌های تصویربرداری حرارتی با استفاده از دستگاه‌های هوشمند: با پیشرفت تکنولوژی، دستگاه‌های هوشمند مجهز به دوربین‌های حرارتی نیز به بازار عرضه شده‌اند. این دستگاه‌ها معمولاً تلفن همراه‌ها، تبلت‌ها و دستگاه‌های دیگری هستند که قابلیت اندازه‌گیری دما را دارند. با استفاده از نرم‌افزارهای مخصوص، می‌توانید تصاویر حرارتی را ضبط و تحلیل کنید.

مهم است بدانیم که این فقط چند مثال از دستگاه‌های فتوترمال است و هر ساله تکنولوژی‌های جدیدی توسط تولیدکنندگان معرفی می‌شود. در نتیجه، همیشه بهتر است با تولیدکنندگان و تأمین کنندگان متخصص در این زمینه مشورت کرد تا دستگاهی که بیشترین تطابق را دارد، را انتخاب شود.

## روش کار
به‌طور کلی، PTT از اثرات فتوترمال القا شده توسط عوامل فتوترمال استفاده می‌کند که انرژی نور را به گرما تبدیل می‌کند، بنابراین دمای بافت اطراف را افزایش می‌دهد و باعث مرگ سلولی می‌شود [۸،9]. PTT یک درمان امیدوارکننده است زیرا سلول‌های سرطانی معمولاً استقامت ضعیفی در برابر گرما نشان می‌دهند
فتوترمال درمانی (PTT) به تلاش‌هایی برای استفاده از تابش الکترومغناطیسی (اغلب در طول موج‌های مادون قرمز) برای درمان بیماری‌های مختلف پزشکی از جمله سرطان اشاره دارد. این رویکرد یک گسترش درمان فتودینامیک است که در آن یک حساس کننده نور با نور نواری خاص برانگیخته می‌شود. این فعال‌سازی، حساس‌کننده را به حالت برانگیختگی می‌رساند و سپس انرژی ارتعاشی (گرما) را آزاد می‌کند، که همان چیزی است که سلول‌های هدف را می‌کشد.
برخلاف درمان فتودینامیک، فوتوتراپی برای تعامل با سلول‌ها یا بافت‌های هدف نیازی به اکسیژن ندارد. مطالعات کنونی همچنین نشان می‌دهد که نوردرمانی می‌تواند از نور با طول موج طولانی‌تر استفاده کند که انرژی کمتری دارد و بنابراین برای سایر سلول‌ها و بافت‌ها مضر است
اکثر مواد مورد علاقه که در حال حاضر برای درمان فتوترمال مورد بررسی قرار می‌گیرند در مقیاس نانو هستند. یکی از دلایل اصلی این امر، نفوذپذیری و اثر ماندگاری افزایش یافته است که با ذرات در محدوده اندازه معین (معمولاً ۲۰ تا ۳۰۰ نانومتر) مشاهده می‌شود. مشاهده شده است که مولکول‌های این محدوده ترجیحاً در مشکل تومور تجمع می‌یابند. هنگامی که یک تومور تشکیل می‌شود، به رگ‌های خونی جدید نیاز دارد تا رشد آن را تأمین کند. این رگ‌های خونی جدید در / نزدیک تومورها در مقایسه با رگ‌های خونی معمولی خواص متفاوتی دارند، مانند تخلیه لنفاوی ضعیف و عروق نامرتب و نشتی. این عوامل منجر به غلظت قابل توجهی بالاتر از ذرات خاص در تومور در مقایسه با بقیه بدن می‌شود

## نتیجه‌گیری
به‌طور خلاصه، فتوترمال یک فناوری تصویربرداری حرارتی است که از تفاوت‌های حرارتی در اجسام و محیط استفاده می‌کند. این فناوری به شما امکان می‌دهد تا تغییرات دما و الگوهای حرارتی را در اطراف خود مشاهده کنید و در بسیاری از صنایع و کاربردها مورد استفاده قرار می‌گیرد.
با استفاده از فتوترمال، می‌توان به‌طور سریع و دقیق نقاط گرم در ماشین‌آلات را تشخیص داد و مشکلات را به‌طور مستقیم و بدون نیاز به تماس مستقیم با قطعات ماشین‌آلات شناسایی کرد. این امر باعث می‌شود تا زمان و هزینه تعمیرات و نگهداری کاهش یابد و عملکرد و عمر مفید ماشین‌آلات بهبود یابد.
فتوترمال به مهندسان و تکنسین‌ها امکان می‌دهد تا مشکلات و خطرات در ماشین‌آلات را به سرعت شناسایی کرده و اقدامات مناسایی برای رفع آن‌ها را انجام دهند. این می‌تواند بهبود عملکرد، افزایش ایمنی و صرفه‌جویی در هزینه‌ها را به همراه داشته باشد.